# Image Space Incorporated
Image Space Incorporated, allgemein bekannt als ISI, ist ein unabhängiger Videospielentwickler mit Sitz in Ann Arbor, Michigan, der sich auf die Bereiche Computerspielentwicklung, Man-in-the-Loop-Simulatorarchitekturen, Computerbildgenerierung und Unterhaltungssystemintegration spezialisiert hat.
ISI begann mit der Produktion von militärischen Simulatoren. Das Unternehmen arbeitet an vielen verschiedenen Arten von Software, konzentrierte aber den größten Teil der Entwicklungszeit im Laufe der Jahre auf Rennspiele und Simulatoren. ISI entwickelte auch die ISImotor-Spiel-Engine, die für die Erstellung vieler Rennspiele wie GT Legends, GTR2, ARCA Sim Racing ’08, Race 07 und andere verwendet wird. ISI hat nie Spiele für Konsolen entwickelt, außer Shadowgate Rising, das abgesagt wurde. Die Sportwagen GT Titel für die PlayStation wurden von Point of View und alle EA-Formel-1-Spiele für die Konsolen wurden von Visual Science entwickelt.
Image Space Incorporated ist einer der beliebtesten Technologieanbieter für Rennsimulationen. Die gMotor-Engine ist in vielen Spielen von Drittentwicklern wie Simbin, 2Pez, Blimey oder Reiza mit Titeln wie ARCA Sim Racing, GTR, GTR2, GTL, Simulador Turismo Carretera, Top Race Simulador, Game Stock Car, Race, Race 07, TC2000 Racing, SimRaceway, Automobilista, Lexus IS F, STCC, RaceRoom, Race On und vielen anderen.

## Entwickelte Spiele
| Titel                              | Veröffentlichungsdatum                     | Genre                   | Plattform      |
| ---------------------------------- | ------------------------------------------ | ----------------------- | -------------- |
| Zone Raiders                       | 30. November 1995                          | Fahrzeugkampf           | Windows        |
| Sports Car GT                      | 30. April 1999                             | Rennsimulation          | Windows        |
| Trazer                             | 2000                                       | Exergaming              |                |
| Shadowgate Rising                  | Abgebrochen                                | Abenteuerspiel          | Nintendo 64    |
| F1 2000                            | 31. März 2000                              | Rennsimulation          | Windows        |
| F1 Championship Season 2000        | 6. Dezember 2000                           | Rennsimulation          | Windows        |
| Hot Rod Monster Squad              | 2001                                       | Rennspiel               | Windows        |
| F1 2001                            | 28. September 2001                         | Rennsimulation          | Windows        |
| F1 2002                            | 7. Juni 2002                               | Rennsimulation          | Windows        |
| NASCAR Thunder 2003                | 19. September 2002                         | Rennsimulation          | Windows        |
| F1 Challenge '99-'02               | 24. Juni 2003                              | Rennsimulation          | Windows        |
| NASCAR Thunder 2004                | 16. September 2003                         | Rennsimulation          | Windows        |
| rFactor                            | 31. August 2005                            | Rennsimulation          | Windows        |
| rFactor Pro                        | 2008                                       | Rennsimulationssoftware | Cross-platform |
| Superleague Formula 2009: The Game | 31. Oktober 2009                           | Rennsimulation          | Windows        |
| rFactor 2                          | 10. Januar 2009 (Open Beta veröffentlicht) | Rennsimulation          | Windows        |